# Макета
Макета је модел неког објекта, обично смањене величине у односу на прави објект. Појам макета се углавном користи за моделе авиона, бродова и зграда.
У војној терминологији, макета означава лажни објект који се примјењује при маскирању трупа и стварних објеката. Служи за имитацију оружја, војника, фортификацијских објеката, возила, авиона и друго.

## Галерија

### Макете бродова
- Макета барже за превоз жита
- Макета брода Крајина
- Макета брода Таково
- Макета пароброда Мачва
- Макета пароброда Мачва
- Макета српског монитора Јадар из 1915. године
- Макета тегљача Стиг
- Макета речне скеле, ЈРБ

### Макете грађевина
- Макета виле Теокаревић у Нишкој Бањи, архитекта Александар Ђорђевић
- Макета Пећке патријаршије
- Макета Пећке патријаршије
- Макета салаша (Пољопривредни музеј у Кулпину)
- Макета куће из доба српске револуције Етнографски музеј Београд
- Макета ветрењаче Етнографски музеј Београд

### Историјске макете
- Макета устаничког шанца из боја на Мишару 1806-те
- Макета опсаде Београда 1806
- Макета Лозничког шанца из боја на Лозници 1810-те
- Макета Церске битке 1914-те
- Макета битке на Чеврнтији и Легету 1914-те
- Макета Петроварадинске битке 1716-те
- Макета битке из Франко Пруског рата
- Диорама битке код Полтаве
- Макета рова Први светски рат
- Макета Америчког грађанског рата
- Макета средњевековног утврђења
- Макета битка на Босфорском пољу, Рат двеју ружа